# Maithili
Maithili är ett indoeuropeiskt språk som talas i den indiska delstaten Bihar och i den östliga Terai-regionen i Nepal. Språket tillhör gruppen biharispråk, som är den östliga zonen av de indoariska språken. Andra biharispråk är bland annat  bhojpuri och magadhi och andra språk i den östliga zonen är bengali och oriya. I Bihar har Inget av biharispråken status som egna språk men maithili ses som ett eget ämne inom akademisk utbildning. Maithili skrivs oftast med devanagari-alfabetet.
Maithili har haft en rik litteraturtradition sedan 1400-talet. En av de största litterära personerna i maithili är poeten Vidyapati, som levde på 1300- och 1400-talet.[källa behövs]